# Apolonia Makowska
Apolonia Makowska z domu Chełmińska, herbu Nałęcz (ur. 6 maja 1856 w ziemi siedleckiej, zm. 11 maja 1952 w Świeciu nad Wisłą) – nauczycielka w Werkach pod koniec zaboru rosyjskiego, właścicielka pierwszej polskiej czytelni w Wilnie przy ul. Bonifraterskiej 8.

## Życiorys
Apolonia Makowska była córką Karola Chełmińskiego i Konstancji z Sikorskich, siostrą literata Wincentego Chełmińskiego, pierwszego kierownika księgarni Elizy Orzeszkowej – “Eliza Orzeszkowa i S-ka”.
Po upadku powstania styczniowego, w czasach najstraszliwszych represji wobec Polaków za rządów gubernatora Michaiła Murawjowa (zwanego „Wieszatiel”) i jego następców, na Wileńszczyźnie rozgorzała walka o zachowanie tępionego bezwzględnie przez władze carskie języka polskiego. Po dworach i dworkach całej Ziemi Wileńskiej, w prywatnych mieszkaniach w miastach i miasteczkach, organizowano tajne szkółki polskie.
16-letnia Apolonia Chełmińska w latach 1872–1873 założyła i samodzielnie prowadziła szkołę dla dzieci wiejskich i dla dzieci oficjalistów dworskich w Werkach pod Wilnem, w majątku należącym w tym czasie do rodziny księcia Ludwika Wittgensteina. Za tę działalność została aresztowana i skazana na 3 miesiące więzienia, z możliwością zamiany na karę grzywny.
Apolonia Makowska, jako kierowniczka polskiej czytelni, jest wymieniana w gronie kobiet wileńskich, które położyły największe zasługi dla rozwoju szkolnictwa w Wilnie i na Wileńszczyźnie po 1890 r. w ramach tajnego stowarzyszenia „Oświata”.
Apolonia Makowska weszła do zarządu „Towarzystwa Równouprawnienia Kobiet”, założonego przez Emilię Węsławską w 1908 r. To stowarzyszenie przez dwa lata prowadziło działalność edukacyjną, organizując cykle odczytów dla inteligencji i pogadanek dla ludu o różnorodnej tematyce.
W latach okupacji niemieckiej, po 1915 r. Emma Jeleńska – Dmochowska założyła „Związek Patryotek Polskich”, do którego zarządu weszła również Apolonia Makowska. Celem działalności tej organizacji było „uświadomienie polityczne szerszych warstw oraz informowanie zagranicy o nadużyciach okupacyjnych, nastrojach ludności i jej pragnieniu łączności z Polską.”. 
Dane, gromadzone przez członkinie związku, wysyłane do Warszawy i Szwajcarii, w latach 1916 – 18 były prawie wyłącznym źródłem informacji o sytuacji na Wileńszczyźnie. W roku 1920 stowarzyszenie zostało dobrowolnie rozwiązane.
W międzyczasie Apolonia Makowska wraz z mężem Wacławem Leonem Makowskim, który wcześniej obejmował stanowisko kierownika a później wspólnika w księgarni Orzeszkowej - „E. Orzeszkowa i S-ka” w Wilnie, prowadzili własną księgarnię wydawniczą przy ulicy Świętojańskiej 2 w Wilnie z filią w Mińsku. Prowadzili także interesy z wydawnictwami warszawskimi w tym z domem wydawniczym Gebethner i Wolff. 
Po roku 1902 uzyskali zgodę na otworzenie pierwszej polskiej czytelni, których tworzenie do tego czasu było surowo zakazane. Makowska obejmowała w niej stanowisko kierownicze. Jak wynika z pamiątek rodzinnych, w gronie zatrudnionych przez Makowskich osób, znajdowała się ulubienica Apolonii Makowskiej i zarazem wzorowa pracownica - Janina Kuleszo, zwana Janką Kuleszanką.
Apolonia Makowska udzielała się na polu szerzenia kultury – razem z małżonkiem organizowała koncerty i przedstawienia, na których pojawiały się znane osobistości. W trakcie swojej wieloletniej działalności, skierowanej m.in. na zachowanie ciągłości języka polskiego pod zaborami, praca ich niejednokrotnie podlegała cenzurze. Księgarnie polskie były wówczas surowo traktowane przez carskich satrapów, którzy „widzieli w nich rozsadnika polonizacji i środek do rozpowszechniania literatury nielegalnej”. Samym Makowskim ówczesne władze rosyjskie wytaczały procesy sądowe, m.in. za wydanie „Gloria Victis” E. Orzeszkowej. Jednak dzięki zawziętemu działaniu i dobrym kontaktom często wychodzili z opresji, płacąc jedynie kary pieniężne.
Rodzina Makowskich nie tylko prowadziła interesy z Elizą Orzeszkową, lecz także przyjaźniła się z pisarką – świadczą o tym Listy Orzeszkowej do Wacława Makowskiego. W listach tych Orzeszkowa często wspominała „Polcię” i „Wacia” (jej syna). 
Apolonia Makowska była prototypem Joanny Lipskiej – bohaterki noweli Elizy Orzeszkowej pt: “A...B...C...”.
Apolonia i Wacław mieli czworo dzieci: córkę Ewę i trzech synów: Wacława, Czesława i Witolda.
W maju 1946 roku Apolonia Makowska wraz z córką Ewą i wnukiem Witoldem (synem Witolda Makowskiego) wyjechali z Wilna do Lublina gdzie do września 1946 roku przebywali w Klasztorze Sióstr Szarytek.
Apolonia Makowska zmarła w wieku 96 lat i została pochowana najprawdopodobniej w miejscowości Świecie nad Wisłą.
W roku 1950 córka Apolonii Ewa Gulbinowa przekazała Miejskiej Bibliotece Publicznej im. Hieronima Łopacińskiego w Lublinie dokumenty dotyczące księgarni „Eliza Orzeszkowa i S-ka” z lat 1879-1881. Są to m.in.: zawiadomienia o otwarciu księgarni, pełnomocnictwa dla Wacława Makowskiego, kontrakty między wspólnikami, rachunki księgarni.